# Eugenio Tuma
Eugenio Tuma Zedan (Temuco, 29 de julio de 1945) es un ingeniero comercial, contador auditor, político chileno de origen palestino. Fue senador de la República en representación del Partido por la Democracia (PPD) por la Circunscripción 15, IX Región de La Araucanía durante el período legislativo 2010-2018. Previamente, se desempeñó como diputado por el distrito n.° 51 de la Región de La Araucanía durante cuatro periodos consecutivos, entre 1994 y 2010.

## Biografía

### Familia y estudios
Nació en Temuco el 29 de julio de 1945, hijo del exdiputado Juan Tuma Masso y María Zedán Bulos. Es casado, con Samia Zeidán, y es padre de cuatro hijos. Es hermano del exdiputado por la región de La Araucanía Joaquín Tuma.
Está casado con Samia Zeidán Zeidán, y es padre de cuatro hijos.
Cursó su educación primaria y secundaria en el Colegio La Salle de Temuco y en la Escuela de Aviación Capitán Ávalos, respectivamente. Posteriormente, ingresó a la Escuela de Economía de la Universidad de Chile en Santiago donde obtuvo el grado de licenciado en ciencias económicas y el título de ingeniero comercial con mención en administración de empresas. Además del título de contador auditor.

### Vida laboral
Profesionalmente, se inició en 1971, en la Corporación de Fomento de la Producción (CORFO) como jefe del Departamento de Cálculo y Evaluación de Proyectos de la Industria Metalmecánica. Al año siguiente, asumió la jefatura del Departamento de Organización y Métodos Comité Textil. Posteriormente, fue nombrado como secretario ejecutivo del Comité Sectorial del Cuero y Calzado.
Entre 1985 y 1986, como miembro del Colegio de Ingenieros de la IX Región asumió la vicepresidencia. En 1990, fue elegido presidente del directorio de la Empresa de Servicios Sanitarios de la Araucanía S.A. (ESSAR), donde estuvo hasta 1993. Paralelamente, fue fundador, formador, organizador y administrador de empresas distribuidoras y supermercados en la IX Región y especialmente en la ciudad de Temuco.

## Carrera política

### Inicios
En el ámbito político, participó de la fundación del Comité de Derechos Humanos de la IX Región de La Araucanía y en 1986, se incorporó a la mesa política de la oposición a la dictadura militar en la misma zona. Al año siguiente, ingresó al Partido por la Democracia (PPD).
En las elecciones parlamentarias de diciembre de 1989, se presentó como candidato a diputado por la región de La Araucanía, pero no resultó electo.
Entre 1990 y 1992, fue vicepresidente de su partido en la región de La Araucanía y miembro de la directiva central hasta 1994.

### Diputado
En las elecciones parlamentarias de diciembre de 1993, fue elegido diputado por la región de La Araucanía representando a su colectividad (período legislativo 1994-1998), por el distrito n.º 51 (correspondiente a las comunas de Carahue, Freire, Nueva Imperial, Pitrufquén, Saavedra y Teodoro Schmidt). Integró las comisiones permanentes de Gobierno Interior, Regionalización, Planificación y Desarrollo Social y de Economía, Fomento y Desarrollo, que presidió. Además, participó en la Comisión Investigadora de la Situación de Esval y la Comisión Especial del Tratado de Libre Comercio con Canadá. En 1995 fue elegido jefe de Comité de la bancada parlamentaria del PPD, siendo reelegido el año 1996.
En las elecciones parlamentarias de diciembre de 1997, obtuvo su reelección como diputado por el mismo distrito n° 51, por el período legislativo 1998-2002. En esta ocasión integró las comisiones permanentes de Economía, Fomento y Desarrollo, que presidió; y de Derechos Humanos, Nacionalidad y Ciudadanía; y la Comisión Investigadora de la Corporación Nacional de Desarrollo Indígena (CONADI). Entre el 13 de abril y el 19 de octubre de 1999, se desempeñó en el cargo de segundo vicepresidente de la Cámara de Diputados.
En las elecciones parlamentarias de diciembre de 2001, mantuvo su escaño diputacional en el mismo distrito n.° 51, por el periodo 2002-2006. Integró las comisiones permanentes de Hacienda, que presidió; y de Economía. Participó en la Comisión Especial Mixta de Presupuestos y en la Comisión Especial de la Pequeña y Mediana Empresa (PYME).
En las elecciones parlamentarias de diciembre de 2005, obtuvo su cuarto y último período como diputado por el mismo distrito n° 51, por el periodo 2006-2010. Integró las comisiones permanentes de Agricultura, Silvicultura y Desarrollo Rural; de Economía; y de Hacienda, presidiendo las dos últimas.
En misiones al extranjero, asistió a la 114ª Asamblea de la Unión Interparlamentaria en Kenia y a las reuniones de las Comisiones del PARLATINO en Brasil; del Parlamento Sudamericano en República Dominicana; del Parlamento Andino en Colombia, y del Parlamento del MERCOSUR en Uruguay. También estuvo en China, en misión económica y comercial.
De la misma manera, integró los grupos interparlamentarios chileno-colombiano; chileno-costarricense; chileno-libanés; chileno-marroquí; chileno-mexicano; chileno-sirio; chileno-argelino; chileno-iraní; y chileno-palestino, que presidió.

### Senador
En las elecciones parlamentarias de diciembre de 2009, fue elegido senador de la República  por la 15.ª Circunscripción Senatorial n° 15, Araucanía Sur, dentro del pacto Concertación y Juntos Podemos por más Democracia; por el periodo legislativo 2010-2018. El 11 de marzo de 2010, asumió como senador de la República. En el Senado, Integró de las comisiones permanentes de Vivienda y Urbanismo; de Ética y Transparencia; Especial Mixta de Presupuestos; de Relaciones Exteriores; y de Economía. El 18 de marzo de 2015 fue electo presidente de la Comisión permanente de Economía.
Asimismo, ejerció el cargo de vicepresidente del Senado  a partir del 11 de marzo de 2014, fungiendo hasta el 11 de marzo de 2015, durante la presidencia de la Isabel Allende Bussi.
Desde enero de 2015, fue miembro y presidente de la Comisión Bicameral encargada de dar cumplimiento al artículo 6° del Convenio N° 169 de la OIT.

### Actividades posteriores
El 29 de noviembre de 2020, participó en las elecciones primarias para elegir al candidato del pacto «Unidad Constituyente» (UC) conformado por los partidos Radical, Socialista, por la Democracia, la Democracia Cristiana, el PRO y Ciudadanos, a gobernador regional de La Araucanía. Obtuvo 10.189 votos, correspondientes al 57,48 del total de los sufragios válidos, transformándose en el candidato del pacto.
En las elecciones del 15 y 16 de mayo de 2021, presentó su candidatura a gobernador regional de La Araucanía en el pacto UC, en la que obtuvo 92.083 votos, correspondientes al 30,30% del total de los sufragios válidos, pasando a la segunda vuelta electoral del 13 de junio del mismo año. Obtuvo 50.840 votos, equivalentes al 41,79% del total de los sufragios, sin resultar electo.
El 23 de noviembre de 2021, dio a conocer su renuncia al Partido por la Democracia (PPD) —después de treinta y cuatro años de militancia—, luego de que el partido y el pacto Unidad Constituyente apoyara de manera "incondicional" la candidatura presidencial de Gabriel Boric (CS), de cara a la segunda vuelta de diciembre de 2021.

## Controversias

### Investigación por fraude al fisco
En 2011, la Fiscalía de Alta Complejidad de Temuco realizó una investigación en contra del entonces senador Tuma, cuando la exjefa de gabinete Claudia López lo acusó de haber financiado por medio de asignaciones parlamentarias, la propaganda electoral a favor de Ana Llao, excandidata a consejera regional de la Corporación Nacional de Desarrollo Indígena (CONADI).
En julio de 2015, fue nuevamente acusado por haber cometido un supuesto fraude al fisco (el que se cometió en 2011), la cual se amplió hacia principio del mes de julio de 2017, por parte del Consejo de Defensa del Estado (CDE). En el caso, se revela que el senador contrató como asesor externo externo del Senado al exgobernador de la provincia de Cautín Juan Diego Montalva, quien ocupó ese cargo entre abril de 2013 y marzo de 2014, recibiendo un pago mensual de $1,5 millones de pesos, y $500 000 pesos en el último mes, dando la suma total de $17 millones de pesos como pérdida fiscal. El problema se generó cuando este asesor, fue contratado bajo servicios que jamás existieron, y que los fondos que había recibido eran para financiar la campaña de Montalva como diputado en las elecciones parlamentarias de 2013, las cuales no obtuvo la cantidad suficiente de votos para ser elegido, pero sí terminó siendo nombrado autoridad provincial.
La querella sostiene que Tuma violó el artículo n° 239 del Código Penal chileno, debido al uso de su cargo senatorial para llevar a la pérdida de fondos públicos en asesorías inexistentes, aunque este sostiene que Montalva si tuvo servicios existentes en el Congreso Nacional.[cita requerida]

## Historial electoral

### Elecciones parlamentarias de 1989
- Elecciones parlamentarias de 1989 a Diputados por el distrito 51 (Carahue, Freire, Nueva Imperial, Pitrufquén, Saavedra y Teodoro Schmidt)[7]

### Elecciones parlamentarias de 1993
- Elecciones parlamentarias de 1993 a Diputados por el distrito 51 (Carahue, Freire, Nueva Imperial, Pitrufquén, Saavedra y Teodoro Schmidt)[8]

### Elecciones parlamentarias de 1997
- Elecciones parlamentarias de 1997 a Diputados por el distrito 51 (Carahue, Freire, Nueva Imperial, Pitrufquén, Saavedra y Teodoro Schmidt)[9]

### Elecciones parlamentarias de 2001
- Elecciones parlamentarias de 2001 a Diputados por el distrito 51 (Carahue, Freire, Nueva Imperial, Pitrufquén, Saavedra y Teodoro Schmidt)[10]

### Elecciones parlamentarias de 2005
- Elecciones parlamentarias de 2005 a Diputados por el distrito 51 (Carahue, Cholchol, Freire, Nueva Imperial, Pitrufquén, Saavedra y Teodoro Schmidt)[10]

### Elecciones parlamentarias de 2009
- Elecciones parlamentarias de 2009 a Senador por la Circunscripción 15 (La Araucanía Sur)[11]

### Elecciones de gobernador regional de 2021
- Elección de gobernador regional de 2021 para la gobernación de la Región de La Araucanía, Primera vuelta.

- Elección de gobernador regional de 2021 para la gobernación de la Región de La Araucanía, Segunda vuelta.